# Diyarbakırspor
A Diyarbakırspor egy török labdarúgócsapat, amelynek székhelye Diyarbakır városa. A klubot 1968-ban alapították.

## Játékosok
| #  |             | Poszt | Név                                         |
| -- | ----------- | ----- | ------------------------------------------- |
| 1  | Ecuador     | K     | Rorys Aragón                                |
| 2  | Egyiptom    | V     | Amir Azmy                                   |
| 3  | Irak        | V     | Bassim Abbas                                |
| 4  | Törökország | V     | Tolga Doğantez                              |
| 6  | Törökország | KP    | Abdullah Çetin                              |
| 7  | Törökország | CS    | Eren Şen                                    |
| 8  | Törökország | CS    | Erdal Güneş                                 |
| 9  | Kamerun     | CS    | Thierry Fidjeu-Tazemeta                     |
| 10 | Törökország | KP    | Erhan Şentürk (kölcsönben a Galatasaraytól) |
| 11 | Törökország | KP    | Ersin Güreler                               |
| 12 | Egyiptom    | KP    | Ayman Abdelaziz (Kölcsönben a Zamalektől)   |
| 14 | Törökország | V     | Ümit Bozkurt                                |
| 16 | Dánia       | KP    | Mikkel Rask                                 |
| 17 | Guinea      | V     | Mamadou Alimou Diallo                       |
| 18 | Peru        | CS    | Andrés Mendoza                              |
| 19 | Kamerun     | CS    | Joseph-Désiré Job                           |
| 20 | Törökország | KP    | Hakan Güler                                 |

| #  |             | Poszt | Név                                      |
| -- | ----------- | ----- | ---------------------------------------- |
| 21 | Törökország | KP    | Barış Ataş                               |
| 22 | Törökország | CS    | Mustafa Özkan                            |
| 23 | Törökország | KP    | Burak Karaduman                          |
| 25 | Törökország | V     | Erkan Atılgan                            |
| 32 | Törökország | V     | Erdinç Yavuz                             |
| 34 | Törökország | KP    | Musa Büyük                               |
| 42 | Törökország | KP    | Yasir Elmacı                             |
| 43 | Törökország | V     | Şener Aşkaroğlu                          |
| 48 | Törökország | K     | Fevzi Tuncay                             |
| 55 | Törökország | V     | Adnan Güngör                             |
| 61 | Törökország | K     | Osman Kurtuldu                           |
| 63 | Törökország | CS    | İbrahim Ülüm (kölcsönben a Sivassportól) |
| 77 | Törökország | KP    | Celaleddin Koçak                         |
| —  | Törökország | KP    | İbrahim Ege                              |
| —  | Törökország | V     | Fırat Gelişgen                           |
| —  | Dánia       | CS    | Hasan İnci                               |

Frissítve: 2009. október 9.